# Egle rhinotmeta
Egle rhinotmeta är en tvåvingeart som först beskrevs av Pandelle 1900.  Egle rhinotmeta ingår i släktet Egle och familjen blomsterflugor. Arten har ej påträffats i Sverige. Inga underarter finns listade i Catalogue of Life.